# Donnybrook (Dakota del Nord)
Donnybrook è un centro abitato (city) degli Stati Uniti d'America, situato nella Contea di Ward, nello Stato del Dakota del Nord. Nel censimento del 2000 la popolazione era di 90 abitanti. La città è stata fondata nel 1895. Appartiene all'area micropolitana di Minot.

## Geografia fisica
Secondo i rilevamenti dell'United States Census Bureau, la località di Donnybrook si estende su una superficie di 1,80 km², tutti occupati da terre.

## Popolazione
Secondo il censimento del 2000, a Donnybrook vivevano 90 persone, ed erano presenti 28 gruppi familiari. La densità di popolazione era di 50 ab./km². Nel territorio comunale si trovavano 46 unità edificate. Per quanto riguarda la composizione etnica degli abitanti, il 95,56% era bianco e il 4,44% apparteneva a due o più razze. La popolazione di ogni razza ispanica corrispondeva al 6,97% degli abitanti.
Per quanto riguarda la suddivisione della popolazione in fasce d'età, il 25,6% era al di sotto dei 18, il 5,6% fra i 18 e i 24, il 20,0% fra i 25 e i 44, il 32,2% fra i 45 e i 64, mentre infine il 16,7% era al di sopra dei 65 anni di età. L'età media della popolazione era di 44 anni. Per ogni 100 donne residenti vivevano 100,0 maschi.